# 火併蕭十一郎
《火併蕭十一郎》，為武俠小說作家古龍中期代表作之一，出版於1976年，是《蕭十一郎》的續集；但是寫作風格跟《蕭十一郎》不甚相同。前作描述蕭十一郎與逍遙侯一決生死，而本作則是描述2年後的故事。

## 主要人物
- 蕭十一郎：本書主角，被認為是江湖五百年來出手最乾淨利落、眼光最准的大盜，惡名昭著。在《蕭十一郎》裏，蕭十一郎是個不修邊幅的人；但是在《火併蕭十一郎》裏，他卻成了個衣著華麗的富家公子，而且居然變得橫蠻無理，為的就是一個穿白衣的女子。當沈壁君以為蕭十一郎變了，就只有風四娘還相信他。後來因查不出天宗新主人的身分，變得頹廢。當天宗主人以為蕭十一郎已經完蛋的時候，蕭十一郎才將這個苦肉計說明，並將其擊敗。
- 風四娘：令江湖中人頭疼的女妖怪，做的事莫名其妙，三十四歲的女人還像個孩子。當大家都不信蕭十一郎時，就只有風四娘還相信他；也因如此，蕭十一郎第一次流下了淚。她後來受傷，被人下了春藥，蕭十一郎不知，硬把她救走。到蕭十一郎發現時，已經太遲，於是他們之間的關係就變得更複雜。後來跟蕭十一郎追查天宗主人，生死未卜。
- 沈壁君：沈家莊的小姐，連城壁之妻。蕭十一郎跟天公子大戰以來，沈壁君就沒再看過他。好不容易到真的看到蕭十一郎時，沈壁君卻以為蕭十一郎已經變了。經過一大段迂迴曲折後，沈壁君才明白自己始終沒有真心信任蕭十一郎。她後來跟蕭十一郎追查天宗主人，生死未卜。
- 連城壁：無垢山莊的莊主，因失去沈壁君而頹廢。但是，其實這只是他不讓別人猜出他的真正身分（天宗新主人） 的計策。當他以為自己已經令蕭十一郎消沉，就向蕭十一郎說明自己的身分。後跟蕭十一郎決戰，被蕭十一郎擊敗。

## 次要人物
- 紅櫻綠柳：兩位武林高手。「紅櫻綠柳，天外殺手，雙劍合璧，天下無敵。」「天外殺手，殺人如狗，雙劍合璧，絕無活口。」此2段詩句為蕭十一郎，和紅櫻綠柳對決之前所口述。
  - 李紅櫻（紅袍老人）：「綠柳紅櫻，劍中之精。」
  - 楊綠柳（綠袍老人）：「劍中之精，其利穿心。」

- 哥舒冰 (冰冰)：天公子的妹妹，穿白衣。蕭十一郎跟天公子決戰時，無心插柳地令蕭十一郎擊敗天公子。後來協助蕭十一郎找出天宗的成員，卻被連城壁設計，令蕭十一郎以為冰冰就是天宗新主人。

- 請帖具名七人：
  - 「海上鯊王」魚吃人：為顯一時的英雄好漢，富甲一方的武林大豪。風四娘曾言：「據說他是條吃人的老虎鯊，吃了人後連骨頭都不吐。」
  - 金菩薩：為武林中，響亮叮噹的厲害狠角色。
  - 花如玉：在故事的開頭，把風四娘和沈壁君帶去見蕭十一郎。為天宗的成員，後被連城壁殺死。
  - 厲青鋒：「金弓銀丸刺虎刀，追雲捉月水上飄」，三十年前與紅櫻綠柳，有過舊帳。
  - 軒轅三缺：「天昏地暗，七殺大陣」，和蕭十一郎對決過。
  - 軒轅三成：江湖中的怪人，看到的交易，全部都要抽三成。後來在救風四娘時，特地在她身上下了春藥，結果令蕭十一郎和風四娘的關係更加複雜。
  - 人上人：對自己自殘，自己口述，已死過三次。

- 蕭十二郎：「海上鯊王」魚吃人之徒。奉命送請柬給蕭十一郎。
- 周至剛 ：「白馬公子」，「白馬山莊」莊主。武功是內家正宗，文采也很風流。
- 霍英：風四娘臨時收的大跟班。
- 杜吟：風四娘臨時收的小跟班。
- 金鳳凰：「白馬山莊」莊主夫人。
- 史秋山：「要命書生」，用摺扇做武器。
- 霍無病：在水月樓之宴時，說要殺蕭十一郎之前，要先替蕭十一郎殺一個人。
- 王猛：被少林寺逐出的鐵和尚。
- 候一元：「蒼猿」，南派形意門的掌門人。
- 章橫：「水豹」，太湖中的好漢。
- 青衣人：臉上蓋著蓋子的神秘人。
- 何平：「鉤鐮刀」。
- 鄭剛：兵器是一對純銀狼牙棒。
- 笑面十七郎

## 小說目錄
1. 七個瞎子
2. 怪物中的怪物
3. 憐香惜玉的花如玉
4. 寸步不離
5. 會走路的屋子
6. 蕭十一郎在哪裡
7. 伯仲雙侯
8. 愛是給予
9. 牡丹樓風波
10. 割鹿刀
11. 久別重逢
12. 嫡親兄妹
13. 七殺陣
14. 造化捉弄人
15. 債主出現
16. 無垢山莊的變化
17. 紅櫻綠柳
18. 大江東流
19. 金鳳凰
20. 尋尋覓覓
21. 神秘天宗
22. 夢醒不了情
23. 搖船母女
24. 水月樓之宴
25. 白衣客與悲歌
26. 迷情
27. 死亡遊戲
28. 揭開面具
29. 春殘夢斷
30. 一不做二不休
31. 月圓之約
32. 龍潭虎穴
33. 俠義無雙
34. 真相大白